# Măgura Ilvei
Măgura Ilvei è un comune della Romania di 2131 abitanti, ubicato nel distretto di Bistrița-Năsăud, nella regione storica della Transilvania.
Il comune è formato dall'unione di 2 villaggi: Arșița e Măgura Ilvei.